# Лягушка Терентьева
Лягушка Терентьева (лат. Pelophylax terentievi) — вид земноводных из семейства настоящих лягушек.
Общая длина достигает 8,4 см. По строению тела похожа на озёрную лягушку, от которой по внешним признакам практически не отличается. Ранее рассматривалась даже в качестве подвида последней. В 1992 году Pelophylax terentievi был выделен в самостоятельный вид на основе данных биохимической генетики (электрофорез белков).
Любит равнинные места, низменности в долинах, а также встречается в горной местности. Часто держится вблизи тёплых источников, озёр, болот и рек. Вместе с тем может удаляться в засушливые районы. Активен в основном в сумерках и ночью. Питается насекомыми, иногда мелкими моллюсками.
По способу спаривания и размножения похожа на озёрную лягушку. В этом совершенно от неё не отличается.
Живёт в южном Таджикистане, в некоторых районах Синьцзяна (Китай) и на севере Афганистана.